# Carlos Alberto de Oliveira (advogado)
Carlos Alberto de Oliveira (Viseu, 24 de julho de 1898 — Angra do Heroísmo, 11 de março de 1980), licenciado em Direito, foi conservador do Registo Civil em diversas cidades, incluindo Angra do Heroísmo, onde casou no seio de uma das mais influentes famílias locais. Exerceu diversas funções políticas, entre as quais presidente da Câmara Municipal de Angra do Heroísmo e governador civil do Distrito Autónomo de Angra do Heroísmo (de 3 de Abril de 1936 a 15 de Janeiro de 1940).

## Biografia
Foi pai do magistrado e juiz do Tribunal Constitucional Carlos José Belo Pamplona de Oliveira.